# Kuninkaankari (ö i Finland, Mellersta Österbotten)
Kuninkaankari är en ö i Finland. Den ligger i Bottenviken och i kommunen Karleby i den ekonomiska regionen  Karleby i landskapet Mellersta Österbotten, i den nordvästra delen av landet. Ön ligger omkring 15 kilometer nordöst om Karleby och omkring 430 kilometer norr om Helsingfors.
Öns area är 9 hektar och dess största längd är 0,8 kilometer i sydöst-nordvästlig riktning. I omgivningarna runt Kuninkaankari växer i huvudsak blandskog.